# Hottó, Zala
Hottó  este un sat în districtul Zalaegerszeg, județul Zala, Ungaria, având o populație de 344 de locuitori (2011). 

## Demografie
Componența etnică a satului Hottó
     Maghiari (100%)
Componența confesională a satului Hottó
     Romano-catolici (46,22%)
     Fără religie (4,65%)
     Reformați (3,2%)
     Necunoscută (45,06%)
     Atei (0,87%)
     Alte religii (1,74%)
Conform recensământului din 2011, satul Hottó avea 344 de locuitori. Din punct de vedere etnic, majoritatea locuitorilor (100,0%) erau maghiari. Nu există o religie majoritară, locuitorii fiind romano-catolici (46,22%), persoane fără religie (4,65%) și reformați (3,2%). Pentru 45,06% din locuitori nu este cunoscută apartenența confesională.